# Sminthurides
Sminthurides es un género de Collembola en la familia Sminthurididae. Existen más de 30 especies descriptas en  Sminthurides.

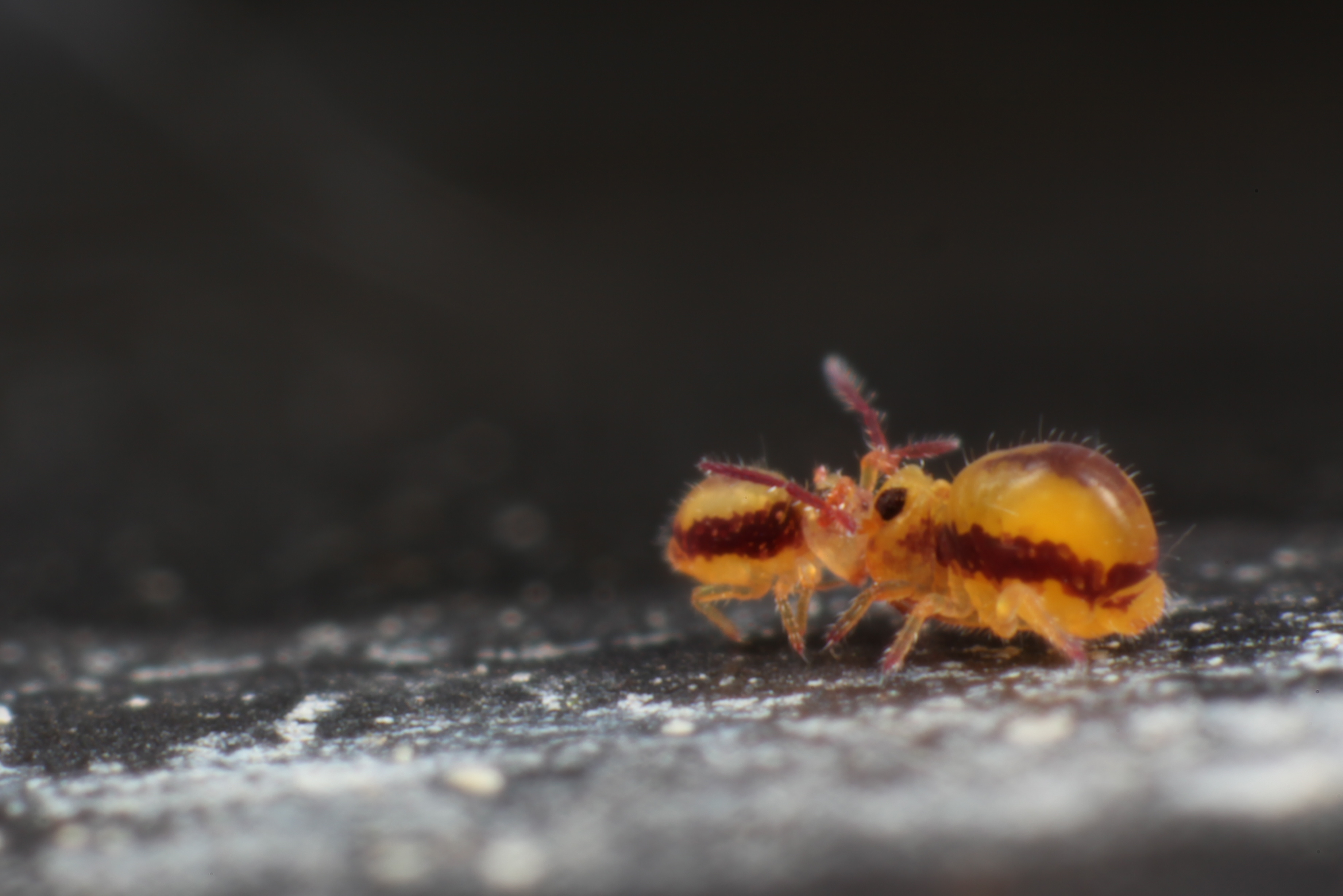
Sminthurides malmgreni

## Especies
Estas especies pertenecen al género Sminthurides:
- Sminthurides annulicornis Axelson, 1905
- Sminthurides aquatica (Bourlet, 1843)
- Sminthurides aquaticus (Bourlet, 1843)
- Sminthurides armatus Bretfeld, 2000
- Sminthurides assimilis (Krausbauer, 1898)
- Sminthurides aureolus Maynard, 1951
- Sminthurides bifidus Mills, 1934
- Sminthurides biniserratus (Salmon, 1951)
- Sminthurides cruciatus Axelson, 1905
- Sminthurides globocerus Folsom Amd Mills, 1938
- Sminthurides hyogramme Pedigo, 1966
- Sminthurides inaequalis Borner, 1903
- Sminthurides inequalis
- Sminthurides lepus Mills, 1934
- Sminthurides lolelua Christiansen & Bellinger, 1992
- Sminthurides macnamarai Folsom & Mills, 1938
- Sminthurides malmgreni (Tullberg, 1877)
- Sminthurides monnioti Massoud & Betsch, 1966
- Sminthurides occultus Mills, 1934
- Sminthurides parvulus (Krausbauer, 1898)
- Sminthurides penicillifer (Schäffer, 1896)
- Sminthurides plicatus (Schott, 1891)
- Sminthurides pseudassimilis Stach, 1956
- Sminthurides pumilus (Krausbauer, 1898)
- Sminthurides ramosus (Folsom, 1922)
- Sminthurides schoetti Axelson, 1903
- Sminthurides serratus Folsom & Mills, 1938
- Sminthurides sexoculatus Betsch & Massoud, 1970
- Sminthurides stachi Jeannenot, 1955
- Sminthurides terrestris Maynard, 1951
- Sminthurides violaceus Reuter, 1881
- Sminthurides weichseli Christiansen & Bellinger, 1981